# Henrietta Ward
Pour les articles homonymes, voir Ward.
Henrietta Mary Ada Ward (née Ward ; 1er juin 1832 - 12 juillet 1924) est une peintre britannique d'histoire et de genre de l'époque victorienne et du début du XXe siècle.

## Biographie
Ward appartient à une famille qui a produit des artistes professionnels sur plusieurs générations. Son grand-père paternel est l'éminent peintre animalier James Ward, qui est lié par mariage à ses collègues artistes John Jackson et George Morland. Ses parents sont aussi des artistes : George Raphael Ward est surtout connu pour sa gravure, Mary Webb Ward pour ses miniatures. (L'un des tableaux de sa mère est Portrait d'Henrietta Ward et son cochon d'Inde préféré, 1843). Enfant unique, la jeune Henrietta grandit entourée des artistes fréquentant ses parents, dont Edwin Landseer, Charles Robert Leslie et les frères John James Chalon et Alfred Edward Chalon. Elle étudie son métier à la Bloomsbury Art School et à l'académie fondée par Henry Sass,.
En 1843, alors qu'elle a 11 ans, Henrietta tombe amoureuse du peintre d'histoire de 27 ans Edward Matthew Ward (aucun lien de parenté); ils se marient secrètement en mai 1848, aidés par l'ami du marié Wilkie Collins. Les sources traditionnelles l'appellent parfois "Henrietta Mary Ada Ward Ward".[réf. nécessaire]
Collins a peut-être basé l'intrigue de son roman Basil de 1852 sur les fiançailles de Ward. À son tour, Henrietta affirme avoir donné à Collins l'idée de La Femme en blanc.
Edward et Henrietta Ward ont huit enfants[réf. nécessaire], dont l'un est Leslie Ward, le caricaturiste et dessinateur connu sous le nom de "Spy". Tout en élevant sa progéniture, Henrietta poursuit sa propre carrière artistique; elle travaille dans divers genres, même si, comme son mari, elle est connue pour ses tableaux historiques, sur des sujets comme Thomas Chatterton et Elizabeth Fry. Elle est également connue pour ses tableaux d'enfants, utilisant ses propres enfants comme modèles pour ses peintures.[réf. nécessaire]

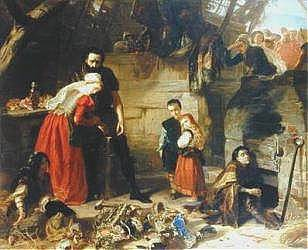
Palissy le Potier

L'une de ses peintures les plus célèbres est Palissy le Potier, exposée à la Royal Academy en 1866. Il montre l'incident au cours duquel Bernard Palissy fait accidentellement exploser sa maison alors qu'il expérimente des techniques de céramique. Cette œuvre et des œuvres similaires (comme Queen Mary quittant le château de Stirling ; RA 1863 et Scène de l'enfance de Jeanne d'Arc; RA 1867) font d'elle peut-être la peintre d'histoire féminine la plus importante de sa génération. Elle donne des cours d'art à plusieurs des enfants royaux de la reine Victoria et du prince Albert.[réf. nécessaire]

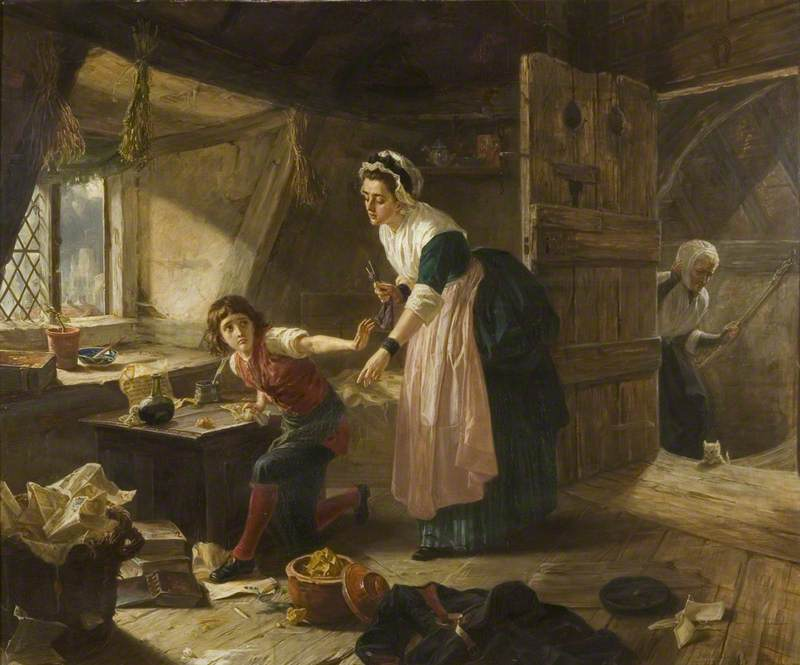
Chatterton ou, le message secret

Henrietta Ward et son mari sont tous deux partisans de la cause du suffrage des femmes. Les Wards voyagent dans un cercle artistique qui comprend des personnalités comme Charles Dickens et George Cruikshank. Dans un récit, Dickens et Cruikshank ont failli se bagarrer lorsque l'abstinent Cruikshank empêche Henrietta Ward de boire un verre de sherry lors d'une soirée Dickens.
Elle survit quarante-cinq ans à son mari. Après sa mort en 1879, la veuve ouvre sa propre école d'art pour aider à subvenir aux besoins de sa famille; comme sa contemporaine Louise Jopling, Henrietta Ward se spécialise dans la formation de jeunes femmes artistes. Elle reçoit également une pension de 100 £ pour son service antérieur en tant que professeur royal. Elle expose son travail au Palais des Beaux-Arts lors de l'Exposition universelle de 1893 à Chicago.
Ward publie deux volumes de mémoires autobiographiques, Mrs. EM Ward's Reminiscences en 1911 et Memories of Ninety Years, l'année de sa mort. Son premier livre est qualifié de "l'un des meilleurs récits de la vie d'une artiste victorienne".